# 平野晃
平野 晃（ひらの あきら、1922年（大正11年）1月15日 - 2009年（平成21年）12月27日）は、大日本帝国海軍軍人及び航空自衛官である。第13代航空幕僚長。鹿児島県出身。

## 略歴
鹿屋中学を経て海軍兵学校（第69期）卒業。戦時中は当初は艦隊勤務で真珠湾攻撃時は戦艦「霧島」に乗艦して作戦に参加。軽巡洋艦「阿武隈」ではアッツ島の戦いで陸戦隊を指揮している。空母「翔鶴」では高角砲指揮官として南太平洋海戦、第二次ソロモン海戦に参加したが、航空機の優位を痛感し、飛行学生を志望する。
艦上爆撃機の訓練を受けるが、1944年（昭和19年）末に特攻隊が編成され、その分隊長となる。特攻兵器「桜花」22型の開発実験に携わり、1945年（昭和20年）8月15日午後1時に正式採用のための最終判定の実験が行われることとなり、爆撃機「銀河」に搭載された「桜花」に搭乗する予定であった。テストが成功したとしても「桜花」には着陸装置がないため、高速で飛行する機体からの脱出は不可能と考え、死を覚悟したが、正午の玉音放送によりテストが中止となり命を永らえたという。
戦後は公職追放となっていたが、1952年（昭和27年）9月に公職追放が解除され、警察予備隊に航空隊ができると聞き入隊。1953年（昭和28年）夏に保安隊操縦学校に第3期生として入校。その後、航空自衛隊の発足により転官。第3航空団所属のパイロットだった1960年（昭和35年）3月、F-86Dで発進した直後、管制官のミスにより滑走路上で民間機と衝突（全日空小牧空港衝突事故）したが、炎に包まれた機体から自力脱出して助かった。燃えさかる愛機を見て「せっかく整備員が手入れをしてくれた機体を台なしにして申し訳ない」と瞬間考えたという。空幕副長在任中にミグ25事件が発生するが、空幕長の角田義隆が入院中のため、事件対策の陣頭指揮にあたった。

## 年譜
- 1941年（昭和16年）
  - 3月25日：海軍兵学校卒業（第69期）、任海軍少尉候補生、戦艦「山城」乗組[4]
  - 4月21日：戦艦「霧島」乗組[5]
  - 11月1日：海軍少尉任官[6]
  - 12月30日：軽巡洋艦「阿武隈」乗組[7]
- 1942年（昭和17年）
  - 7月20日：空母「翔鶴」乗組[8]
  - 11月1日：海軍中尉に進級[9]
- 1943年（昭和18年）1月15日：海軍練習航空隊飛行学生[10]
- 1944年（昭和19年）
  - 1月26日：百里原海軍航空隊附兼教官[11]
  - 3月15日：海軍大尉に進級[12]
  - 11月16日：第721海軍航空隊分隊長[13]
- 1945年（昭和20年）
  - 2月15日：第722海軍航空隊飛行隊長兼分隊長[14]
  - 11月30日：予備役に編入[15]
- 1952年（昭和27年）9月：警察予備隊に入隊（1等警察士）
- 1953年（昭和28年）4月：3等保安正
- 1954年（昭和29年）8月14日：航空自衛隊に転官（3等空佐）[16]
- 1963年（昭和38年）
  - 1月1日：1等空佐に昇任
  - 8月1日：北部航空方面隊司令部防衛部長
- 1964年（昭和39年）
  - 6月1日：第2航空団司令部防衛部長
  - 12月28日：第2航空団飛行群司令
- 1965年（昭和40年）2月16日：航空幕僚監部防衛部運用課運用班長
- 1967年（昭和42年）7月17日：航空総隊司令部防衛部長
- 1969年（昭和44年）7月16日：第7航空団司令兼百里基地司令
- 1970年（昭和45年）1月1日：空将補に昇任
- 1971年（昭和46年）7月1日：中部航空方面隊司令部幕僚長
- 1973年（昭和48年）7月1日：空将に昇任、北部航空方面隊司令官に就任
- 1974年（昭和49年）7月1日：第15代 航空幕僚副長に就任
- 1976年（昭和51年）10月15日：第13代 航空幕僚長に就任
- 1978年（昭和53年）3月16日：退官。退官後は財団法人日本国防協会第2代理事長、三菱重工顧問などを務めた。
- 1992年（平成04年）4月29日：勲二等瑞宝章受章[17]
- 2009年（平成21年）12月27日：多臓器不全のため逝去（享年87）、叙・正四位[18]

## 栄典
- レジオン・オブ・メリット・コマンダー - 1977年（昭和52年）9月1日
- 勲二等瑞宝章 - 1992年（平成4年）4月29日